# 鬼怒川
鬼怒川（日语：／ Kinugawa）是日本關東北部的一條河川，發源於栃木縣日光市的鬼怒沼，於茨城縣守谷市與利根川合流，全長176.7公里，流域面積達1760平方公里，為利根川支流中最長的河川，日本政府指定為一級河川管理。
古時，鬼怒川流域一帶為毛野國的領域，所以舊名「毛野川」。而自古以來，鬼怒川便以洪水泛濫而聞名，因此到了近世，人們以日語發音相近的漢字改稱為「鬼怒川」，取其「兇猛狂暴如鬼之怒」之意。
鬼怒川發源地的日光市附近有鬼怒川溫泉區，為關東著名的旅遊休憩勝地之一。
2015年9月10日，受熱帶氣旋艾濤影響，日本關東地區一帶有暴雨，導致鬼怒川在當日下午決堤，洪水湧入茨城縣常總市市區，雖然當地政府凌晨起呼籲市民疏散，但仍有近百人仍留在家中被困。

## 關連項目
- 累淵

## 外部連結
- 鬼怒川 - 国土交通省河川局